# داستین اکرز (کالیفرنیا)
داستین اکرز (به انگلیسی: Dustin Acres) یک منطقهٔ مسکونی در ایالات متحده آمریکا است که در شهرستان کرن، کالیفرنیا واقع شده‌است. داستین اکرز ۹٫۵۲۱ کیلومتر مربع مساحت و ۶۵۲ نفر جمعیت دارد و ۱۱۷ متر بالاتر از سطح دریا واقع شده‌است.